# Kosmiczna rodzinka
Kosmiczna rodzinka (ang. Spaced Out, fr. Allô la Terre, ici les Martin) – francuski serial animowany z 2002 roku zrealizowany przy współpracy Alphanim, Canal+ i Cartoon Network Europe.
Wyprodukowano jeden sezon mający dwadzieścia sześć odcinków.
Premiera serialu w Polsce odbyła się 2 września 2002 roku na antenie Cartoon Network. Emisję zakończono w 2004 roku.

## Opis fabuły
Serial opowiada o historii Martinów, których światowa korporacja Krach Industries wysłała na stację kosmiczną. Krach Industries na rodzinie Martinów testuje możliwość podtrzymywania życia ludzkiego na stacji. Głową rodziny jest George Martin, niezdarny, ale miły kierownik stacji, któremu nowo zdobyta „władza” czasem uderza do głowy. Wspiera go żona Monica. Ich syn, Benjamin, jest pulchnym chłopcem, uwielbiającym bohaterów komiksów, a Betty to wiecznie przygnębiona, złośliwa, leniwa nastolatka.

## Postacie

### Główne postacie
- George Martin: Głowa rodziny i kierownik stacji kosmicznej. Choć nie grzeszy bystrością, stara się sprostać obowiązkom. Nie jest pantoflarzem i potrafi sprzeciwić się żonie, choć rzadko zachodzi taka potrzeba.
- Monica Martin: Żona George’a, dbająca o porządek i rodzinę, z wyjątkiem teściowej, której nie znosi. Wierzy w istnienie życia pozaziemskiego i z niecierpliwością oczekuje spotkania z obcymi.
- Benjamin Martin: Pulchny syn Martinów, zafascynowany bohaterami komiksów i technologią. Jego pasja do literatury komiksowej jest tak silna, że raz posunął się nawet do kradzieży, by zdobyć upragnioną książkę.
- Betty Martin: Złośliwa nastolatka z aparatem na zębach, córka Martinów. Uwielbia muzykę i rozmowy z przyjaciółkami, czego została pozbawiona po przeprowadzce na stację kosmiczną, co potęguje jej frustrację.
- Matka George’a: Teściowa Moniki, pozornie ślepo zakochana w synu, w rzeczywistości uważa go za niekompetentnego. Monica jej nie znosi, a dzieci podchodzą do niej z dystansem.
- Borys Malakow: Rosyjski astronauta i komunista, który przypadkowo trafił na stację kosmiczną i został zatrudniony jako członek załogi. Jego obecność wprowadza dodatkową dynamikę do życia na stacji.

## Spis odcinków
| Nr             | Nieoficjalny polski tytuł      | Angielski tytuł               |
| -------------- | ------------------------------ | ----------------------------- |
|                |                                |                               |
| SERIA PIERWSZA |                                |                               |
|                |                                |                               |
| 01             | Cały na pokładzie              | All Aboard!                   |
|                |                                |                               |
| 02             | Śmierć cudzoziemca             | Death Of an Alien!            |
|                |                                |                               |
| 03             | Wtargnięcie                    | Invasion                      |
|                |                                |                               |
| 04             | Borys nasz bohater             | Boris Our Hero                |
|                |                                |                               |
| 05             | George wspaniały               | George The Magnificent        |
|                |                                |                               |
| 06             | Ja idę do domu                 | I Wanna Go Home               |
|                |                                |                               |
| 07             | George prowadzi dochodzenie    | George Investigates           |
|                |                                |                               |
| 08             | Monica przy sterze             | Monica at The Helm            |
|                |                                |                               |
| 09             | Rozbitkowie                    | The Robinsons                 |
|                |                                |                               |
| 10             | Kosmiczna zupa                 | Cosmic Soup                   |
|                |                                |                               |
| 11             | Krętacz czasu                  | A Question Of Time            |
|                |                                |                               |
| 12             | Rzecz                          | The Thing                     |
|                |                                |                               |
| 13             |                                | The Unteachables              |
|                |                                |                               |
| 14             |                                | All About Gran                |
|                |                                |                               |
| 15             | Święto                         | Holiday Madness               |
|                |                                |                               |
| 16             | Świnie w kosmosie              | Pigs In Space                 |
|                |                                |                               |
| 17             | Rozpaczliwie odszukujący       | Desperately Seeking Schuman   |
|                |                                |                               |
| 18             | Trzynasty pasażer              | Blackout – The 13th Passenger |
|                |                                |                               |
| 19             | Publiczny wróg                 | Public Enemy No. 1            |
|                |                                |                               |
| 20             | Człowiek w masce z pleksiglasu | The Man In The Plexiglas Mask |
|                |                                |                               |
| 21             | Oskarżenie                     | Charge                        |
|                |                                |                               |
| 22             | Czarna Dziura                  | Black Hole                    |
|                |                                |                               |
| 23             |                                | Downsized                     |
|                |                                |                               |
| 24             | Maszyna do uczenia             | The Learning Machine          |
|                |                                |                               |
| 25             | Wrogi zamach                   | Hostile Takeover              |
|                |                                |                               |
| 26             | Inkubacja                      | Incubation                    |
|                |                                |                               |